# Un piccolo eroe sbeffeggiato
Un piccolo eroe sbeffeggiato (우리들의 일그러진 영웅 - Urideul-ui ilgeuleojin yeongung) è un romanzo breve di Yi Munyol. Pubblicato in Italia da Bompiani, nel volume la storia è seguita dalla postfazione di Maurizio Riotto e da un'intervista trascritta a Yi Munyol.

## Trama
Nella Corea degli anni Cinquanta il figlio di un alto funzionario statale, Han Pyongt'ae, si ritrova sbalzato dal lusso dell'istituto privato di Seul cui era iscritto al fatiscente ambiente della scuola provinciale di Kangnung a causa della retrocessione del padre al lavoro.
Abituato alla vita scolastica cittadina della capitale in cui nessun alunno eccelleva o si imponeva sopra gli altri, Pyong'ae sperimenta per la prima volta un regime autoritario, formalmente non imposto, ma ufficialmente riconosciuto dal maestro come dagli altri allievi: un ragazzo più grande, Om Soktae, esercita infatti sulla classe con la sua stazza, il suo carisma e il suo ruolo di capoclasse il potere di un piccolo monarca.
Quando di fronte alle subdole prepotenze di Soktae Pyongt'ae cerca di opporsi prendendo persino le difese dei più vessati, il ragazzo scopre con sconcerto e dispiacere che l'intera classe accetta con rassegnazione e passività il giogo del “giovane tiranno” e di fronte all'omertà degli alunni persino il maestro accetta connivente lo strapotere di Soktae, da cui ricava una classe silenziosa, ubbidiente e “autogestita”.
Deciso a contrastare il sistema, Pyongt'ae si trova presto nella condizione di doversi prostrare di fronte all'ostracismo di cui è vittima, anche perché incapace di vincere il rivale di fronte all'autorità scolastica del maestro. Quando decide di piegarsi e riconoscere al bullo il suo titolo, scopre con sorpresa di guadagnare dalla resa solo “dolci frutti”: Soktae, riabilitato immediatamente Pyongt'ae, lo promuove nella cerchia dei suoi più intimi e preferiti.
Tuttavia, proprio dopo aver goduto per un anno dei frutti della resa, Pyongt'ae scopre che il potere di Soktae non è incrollabile: un giovane maestro fresco di abilitazione, proveniente da Seul, scopre ben presto il sotterraneo giogo di Soktae e i suoi trucchi per estorcere dagli studenti più capaci le soluzioni ai test di valutazione. Punito il tiranno e la classe, il giovane maestro si adopera perché i ragazzi riacquistino l'orgoglio e la sete di libertà che da anni hanno represso: punisce la classe in quanto complice di Soktae, indice nuove elezioni per la carica di rappresentante di classe, ecc...
Pyongt'ae riacquista così il senso di libertà che lo aveva spinto mesi prima a lottare tanto contro il sistema scolastico provinciale, mentre Soktae scompare fuggendo dal villaggio.
Il tempo passa e il giovane figlio del funzionario diventa un uomo e padre di famiglia; incapace di piegarsi negli anni alla vita servile d'impiegato d'azienda, non è riuscito a fare carriera e assieme alla famiglia si arrangia per vivere una vita di sopravvivenza, anche a costo di alcune privazioni.
Nel tempo nota, con cupo realismo, che molti dei suoi ex compagni di classe, tanto vendicativi all'epoca nei confronti del tiranno decaduto Soktae, si sono presto adeguati all'altrettanto infelice e falsa vita di impiegati e hanno scalato così il sistema giungendo infine alla carica di funzionari; lui, al contrario, solo con grande sforzo riesce a mantenere la famiglia e a far valere i suoi prestigiosi titoli accademici.
Un'estate, deciso a tornare con la moglie e i figli a Kangnung, ritrova Soktae. Il giovane uomo, di cui aveva conosciuto la fortuna grazie a pettegolezzi di conoscenti, è con lui sul treno e, sebbene vestito distintamente ed ostentando grandi mezzi finanziari, una volta sceso sulla banchina viene arrestato da alcuni agenti.
La sera stessa Pyongt'ae, sveglio e solo nella stanza d'albergo, beve sino al pianto più sconsolato, incapace di capire se autocommiserandosi o per la sorte di Soktae.

## Tematiche dell'opera
Seppure breve il racconto di Yi Munyol è denso di riferimenti a temi cari alla letteratura e società coreane: la stessa scelta di riprendere la scena partendo dal particolare (le dinamiche di gruppo in una classe di una scuola provinciale) al generale (“la confusionaria realtà contemporanea coreana”) si inserisce nella tradizione narrativa coreana.
Del resto non è casuale neanche il periodo storico in cui si inserisce la storia: è infatti al Corea della fine degli anni Cinquanta: povera, divisa, appena uscita da un terribile conflitto, che fa da sfondo alla lotta per la “libertà” e la “democrazia” del microcosmo del giovane Pyongt'ae.
Inoltre nel libro non è assente il tema del conflitto città-campagna: lo stesso protagonista si presenta come personaggio “cittadino”, ritrovatosi per caso in un ambiente rurale, ben più ancorato alla tradizione, alle gerarchie, come dimostra la stessa autorità – incarnata dal maestro di provincia – che tollera e addirittura fa appoggio sul potere di Om Soktae. L'ambiente, diverso dunque per ideali e ostile al nuovo, finisce per trasformare il protagonista che per non soccombere si “provincializza”. La sua regressione a cittadino si verifica successivamente per opera di una forza estranea: il maestro più giovane, ancora fresco di preparazione accademica e proveniente dalla dinamica città, Seoul.

## Edizioni
- Yi Munyol, Un piccolo eroe sbeffeggiato, traduzione di Maurizio Riotto, Bompiani Editore, 2007,  p. 114, ISBN 978-88-452-5924-1.